# Матьяжева армия
Матьяжева армия (словен. Matjaževa vojska), известная также как Словенская армия Югославского королевского войска (словен. Slovenska armija Kraljeve Jugoslovanske vojske) — антикоммунистическое террористическое воинское формирование, состоявшее из словенских коллаборационистов и активно действовавшее уже в послевоенные годы. Не связана с Синей гвардией, известной как «Словенские четники».
Название связано с распространённой в Словении легендой о короле Матьяже, который, согласно этой легенде, спит под горой Пеца.

## История
В конце лета 1945 года в Зальцбурге при Национальном комитете Королевства Югославии был создан Главный разведывательный центр под командованием четника Андрея Глушича. В распоряжении главного центра были разведывательные центры в Граце, Клагенфурте и Триесте: из их агентов нужно было создать террористические группы и с их помощью организовать подпольные областные комитеты и шпионскую курьерскую сеть. Их поддерживали американские и британские спецслужбы. Все эти группы носили собирательное название Матьяжева армия.
Крупнейшим отрядом Матьяжевой армии был отряд «Сернец», который летом 1947 года орудовал в Похорье и был причастен к убийству политика Франца Марчича из Марибора. Из Клагенфурта им удалось установить контакты с архиепископом Любляны и Нагодетовским отрядом, который тогда же и был раскрыт. В 1948 году из Зальцбурга ещё одна группа организовала убийство депутата Франца Мойшкерца в Бизовике-при-Любляне. Также существовали и мелкие отряды.
По мнению авторов того времени, правоохранительные органы захватили 512 человек, которые принимали участие в этих формированиях, 114 из них были убиты, а 398 были приговорены к различным срокам лишения свободы.
Руководители Матьяжевой армии выпускали газету «Матьяжев голос» (словен. Matjažev glas). После разрыва отношений Югославии и СССР словенские разведывательные центры прекратили деятельность в Югославии, а поддержка со стороны Великобритании и США перестала оказываться эмиграции.